# Henry L. Pinckney
Henry Laurens Pinckney (* 24. September 1794 in Charleston, South Carolina; † 3. Februar 1863 ebenda) war ein US-amerikanischer Politiker.

## Leben
Pinckney wurde 1794 in Charleston als Sohn von Charles Pinckney geboren, der Gouverneur von South Carolina und US-Senator für diesen Bundesstaat war. Er besuchte Privatschulen und studierte später Jura am South Carolina College (heute als University of South Carolina bekannt). 1812 graduierte er und wurde in die Anwaltschaft aufgenommen. Er praktizierte in der Folge als Anwalt in Charleston. Von 1816 bis 1832 war Pinckney Abgeordneter im Repräsentantenhaus von South Carolina. In dieser Zeit gründete er 1819 den Charleston Mercury und war für 15 Jahre dessen einziger Herausgeber. Von 1830 bis 1832 hatte Pinckney das Amt des Bürgermeisters von Charleston inne.
Für die Nullifier Party in den Kongress gewählt, vertrat er dort im US-Repräsentantenhaus den ersten Wahlbezirk von South Carolina vom 4. März 1833 bis zum 3. März 1837. Von 1837 bis 1840 übte Pinckney erneut das Amt des Bürgermeisters seiner Geburtsstadt aus, ab 1841 war er für die Finanzverwaltung tätig.
Pickney starb 1863 in Charleston und wurde auf dem Circular Congregational Church Burying Ground beigesetzt. 